# Keimfutter

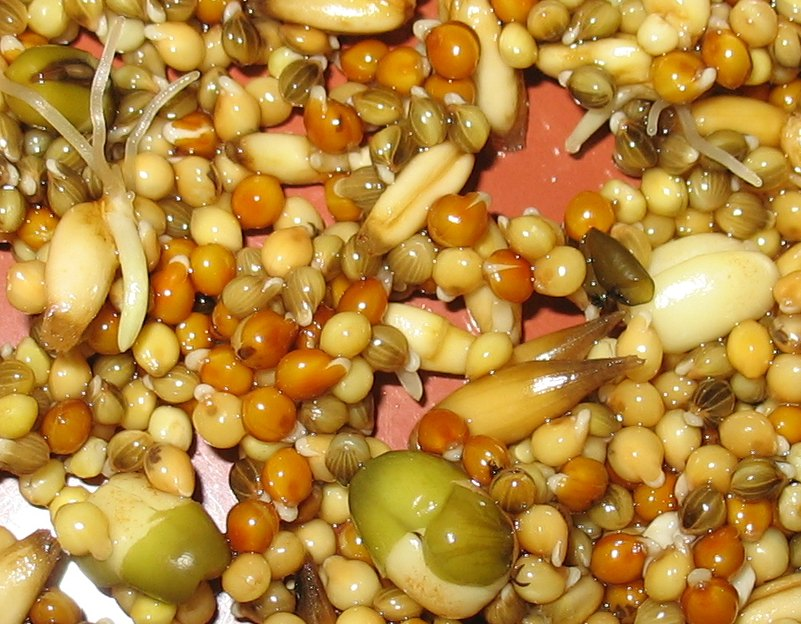
Keimfuttermischung fein für Wellensittiche

Keimfutter wird bei der Zucht von Vögeln als Nahrung für Jungvögel eingesetzt. Es ersetzt die in der Natur vorkommenden halbreifen Samen und signalisiert bei vielen Vögeln den Beginn der Brutphase. Die Konsistenz ist sehr weich, dadurch ist es für die Jungen leicht verdaubar. Durch das Ankeimen entfalten die Samen wertvolle Nährstoffe.
Fast alle Vögel brüten nur in Perioden mit für sie optimalem Futterangebot. Dies ist für Samenfresser die Reifephase der samentragenden Pflanzen. Halbreife Samen sind weich und für Jungvögel gut verdaubar. In Mitteleuropa ist diese Phase der Frühling, in anderen Breiten auch die Regenzeit. Die Gabe von Keimfutter wirkt auf gefangene Vögel als auslösendes Signal für den Beginn der Brutzeit. Die Vögel geraten in Brutstimmung, intensivieren die Partnersuche und tragen Rangkämpfe aus: Fast alle Vögel werden vorübergehend aggressiver. 
Keimfutter ist biologisch aktiv und deshalb immer eine Gefahr für das Verdauungssystem der Vögel. Zur Stimulierung reichen auch geringe Mengen. Während der Jungenaufzucht muss dann ein Überangebot herrschen und das Keimfutter muss jederzeit bester Qualität sein, also höchstens 24 Stunden liegen, bei Hitze und Schwüle weniger.